# 欣道恩
欣道恩（Hindaun），是印度拉贾斯坦邦卡勞利县的一个城市。总人口146792（2018年）。
該城市的欣道恩市車站為該縣最大之火車站。

## 人口
该地2001年总人口84784人，其中男性45488人，女性39296人；0—6岁人口15029人，其中男7977人，女7052人；识字率60.93%，其中男性为71.46%，女性为48.73%。